# Itatiba do Sul
Itatiba do Sul là một đô thị thuộc bang Rio Grande do Sul, Brasil. Đô thị này có diện tích 212,121 km², dân số năm 2007 là 4574 người, mật độ 21,56 người/km².